# ConocoPhillips
ConocoPhillips Company — міжнародна енергетична корпорація, що базується у Х'юстоні, Техас, створена 30 серпня 2002 року після злиття Conoco та Phillips Petroleum. У компанії 33 800 працівників, вартість активів становить близько 142 млрд доларів. Активи включають флот танкерів, 18 заводів і близько 20 000 заправних станцій.